# Heterophleps parapasta
Heterophleps parapasta là một loài bướm đêm trong họ Geometridae.